# Srđan Đukanović
Srđan Đukanović (ur. 4 listopada 1980 we Vrbasie) – czarnogórski piłkarz występujący na pozycji pomocnika.
Wychowanek FK Vrbas, w którym to klubie grał w sezonach 2001/02 – 2003/04 (wiosna). Został zauważony przez wysłanników FK Hajduk Kula i podpisał z tym klubem kontrakt. Występował w nim do sezonu 2008/09, w przerwach był wypożyczany do FK Mladost. Łącznie piłkarz w serbskiej lidze rozegrał 79 meczów, strzelił w nich 3 bramki.